# Десант при Вардим (1868)
Десантът при Вардим е действие, предприето от четата на Хаджи Димитър и Стефан Караджа с цел придвижване на бунтовниците от един остров на река Дунав към българския бряг близо до село Вардим.
На 4 юли 1868 г. четата се прехвърля с една ладия от румънския бряг към един малък остров на река Дунав, където остава през целия ден. На 5 юли с ладията част от четата се прехвърля от малкия остров на българския бряг при вардимското блато. Скоро обаче е забелязана от турски части и започва престрелка в която загиват няколко турски стражи а другите се разпръсват. На 6 юли цялата чета е на българския бряг и вечерта на същия ден продължава бойния си път.